# Монферье
Монферье́ (фр. Montferrier) — коммуна во Франции, находится в регионе Юг — Пиренеи. Департамент коммуны — Арьеж. Входит в состав кантона Лавлане. Округ коммуны — Фуа.
Код INSEE коммуны — 09206.

## Население
Население коммуны на 2008 год составляло 647 человек.
| 1962 | 1968 | 1975 | 1982 | 1990 | 1999 | 2008 |
| ---- | ---- | ---- | ---- | ---- | ---- | ---- |
| 672  | 742  | 735  | 733  | 748  | 664  | 647  |

## Экономика
В 2007 году среди 423 человек в трудоспособном возрасте (15—64 лет) 300 были экономически активными, 123 — неактивными (показатель активности — 70,9 %, в 1999 году было 74,6 %). Из 300 активных работали 258 человек (148 мужчин и 110 женщин), безработных было 42 (22 мужчины и 20 женщин). Среди 123 неактивных 39 человек были учениками или студентами, 38 — пенсионерами, 46 были неактивными по другим причинам.